# نيك دريك

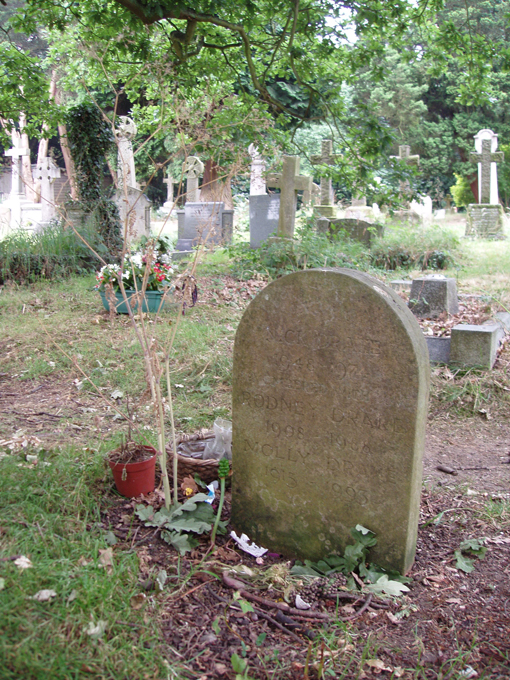
قبر دريك

 نيكولاس رودني دريك  (بالإنجليزية: Nicholas Rodney Drake) المعروف باسم  نيك دريك  (بالإنجليزية: Nick Drake) هو مغني موسيقى فلكلورية وعازف قيثارة إنجليزي، ولد في يانغون، بورما في 19 يونيو 1948، على الرغم من انه لم يحقق النجاح التجاري خلال حياته، إلا أن عمله هو محط تقدير كبير في الوقت الحاضر من قبل النقاد والموسيقيين وغيرهم، كان مصابا بكآبة مزمنة. مات بالخطأ إثر جرعة زائدة من دواء أميتربتيلين المضاد للاكتئاب في 25 نوفمبر 1974. له ثلاثة ألبومات تحوي أغاني حزينة.

## الألبومات
- Five Leaves Left
- Bryter Layter [6]
- Pink Moon

## روابط خارجية
- نيك دريك على موقع IMDb (الإنجليزية)
- نيك دريك على موقع الموسوعة البريطانية (الإنجليزية)
- نيك دريك على موقع ميوزك برينز (الإنجليزية)
- نيك دريك على موقع رولينغ ستون (الإنجليزية)
- نيك دريك على موقع إن إن دي بي (الإنجليزية)
- نيك دريك على موقع أول ميوزيك (الإنجليزية)
- نيك دريك على موقع ديسكوغز (الإنجليزية)